# 極麵王
《極麵王》是中国漫画家不二马画的漫画，在《漫画SHOW》连载。漫画讲述主角刘昂月想成为麵点师，想用看家本领“泡麵”走遍天下，却发现原来世界高手如云。